# Hinrich Katzow
Hinrich Katzow, auch Heinrich Katzow (* unbekannt; † vor September 1439 vielleicht in Rostock), war ein Patrizier der Hansestadt Rostock und langjähriger Bürgermeister. In seine Amtszeit fiel die Wahl eines Sechziger-Ausschusses, des Vorläufers einer Bürgerschaft.

## Leben
Hinrich Katzow stammte aus einer seit der Mitte des 14. Jahrhunderts in Rostock nachgewiesenen Patrizierfamilie. Sein Vater war der Kämmerer Engelbert Katzow († vor 1397), seine Mutter die Tochter des Rostocker Bürgermeisters Johann von Kyritz. Er besaß ein Lehen des mecklenburgischen Herzogs Albrecht III. und war vermögend. 1397 wird er erstmals in Rostock als Ratsherr, 1402 als „Proconsul“ urkundlich erwähnt. Herausragend war sein Auftreten während der Unruhen von 1408, in denen nach Lübecker Vorbild durch die erstarkten Handwerkerämter dem Rat ein Bürgerbrief abgetrotzt wurde. In diesem wurde der erhebliche Landbesitz der Ratsfamilien im Rostocker Umland sowie die Geschlechterrolle und der Heiratskreis der führenden Patrizierfamilien kritisiert. Katzow war ein erbitterter Gegner aller Zugeständnisse an die Handwerker. Trotzdem konnte 1410 ein neuer Rat mit einer Beteiligung eines sogenannten Sechziger-Ausschusses gewählt werden.

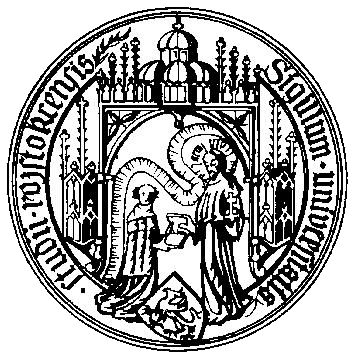
Siegel der Universität Rostock von 1419

Hinrich Katzow gehörte 1419 zu den Unterzeichnern der Gründungsurkunde der Universität Rostock und gehörte dem Gremium unter Leitung des Schweriner Bischofs Heinrich III. von Wangelin an, das deren ersten Rektor Petrus Stenbeke bestellte. Er hatte während der Zeit kriegerischer Auseinandersetzungen Dänemarks mit deutschen Landesfürsten, sowie denen der mecklenburgischen Fürsten mit der Ritterschaft und den Städten, die um ihre Reichsfreiheit kämpften, wichtige Positionen bei den Verhandlungen auf den Hansetagen inne. Als 1426 der Sechziger-Ausschuss erneut einen Bürgerbrief für seine Mitbestimmung einforderte, wollte Katzow als wortführender Bürgermeister die Bestätigung verhindern, indem er zusammen mit den drei anderen Bürgermeistern und dem Rat aus der Stadt flüchtete. Die Regentin Mecklenburgs Katharina von Werle und Mecklenburg, mit der Katzow in Lehnsfehde lag, duldete die Wahl eines neuen Rates in Rostock, die 1427 stattfand. Die vier Bürgermeister wurden geächtet. Diese und der alte Rat klagten beim Kaiser und Papst, die die Stadt 1431 in Nürnberg mit der Reichsacht belegten. Der Konflikt wurde 1439 durch die Vermittlung einiger Hansestädte beigelegt, der alte und neue Rat versöhnt und vereinigt.
Die Beilegung des Streits erlebte Hinrich Katzow nicht mehr. Er starb zwischen 1438 und 1439, sein Grab soll sich in der Marienkirche Wismar befunden haben.